# Qala
Qala (forma estesa in maltese Il-Qala; in italiano storico La Cala) è un comune dell'isola di Gozo, Malta, con una popolazione di 1 929 abitanti (al settembre 2019).

## Amministrazione

### Gemellaggi
- Santa Marina Salina, dal 2001[4]
- Lanciano, dal 2005[5]
- Marsascala, dal 2009[4]
- Canale Monterano, dal 2018[6]